# Giuseppe Guido Lo Schiavo
Giuseppe Guido Lo Schiavo (Palermo, 15 marzo 1899 – Roma, 6 dicembre 1973) è stato un giurista, magistrato e scrittore italiano.

## Biografia
Magistrato dedito allo studio di varie materie fra cui diritto del lavoro criminologia  e di procedura penale, ha scritto anche testi di narrativa. Si è interessato spesso della mafia di cui ha dato una rappresentazione ambigua, di società criminale portatrice di virtù sociali, sia nelle opere letterarie sia in alcuni testi giuridici. Il suo esordio artistico è rappresentato dal romanzo autobiografico Piccola pretura (1948), ispirato all'esperienza di pretore che lui stesso compì nel piccolo paese di Barrafranca, nell'entroterra siciliano: da tale romanzo la Lux Film e il regista Pietro Germi hanno tratto il film di grande successo In nome della legge, uscito nei cinema nello stesso anno.

## Opere
- Piccola pretura, Roma: C. Colombo, 1948
- Gli inesorabili, Roma: C. Colombo, 1950; Milano: Mursia, 1965
- Condotta di paese, Roma: C. Colombo, 1952
- Terra amara, Roma: C. Colombo, 1956
- Il mare di pietra, Roma: Vito Bianco, 1960
- Cento anni di mafia, Roma: V. Bianco, 1962 (suo ultimo scritto)
- Piccola pretura, nuova edizione, Sciacca, Aulino Editore, 2019, ISBN 978-88-31242-00-4